# Pierre Barthès
Pour les articles homonymes, voir Barthès.
Pierre Barthès, né le 13 septembre 1941 à Béziers, est un joueur français de tennis amateur, professionnel sous contrat et professionnel indépendant de la fin des années 1950 jusqu'aux années 1970, vainqueur de l'US open 1970 en double avec Nikola Pilic et de plusieurs titres en simple messieurs et en double messieurs durant sa carrière.

## Joueur amateur: 1959-1965
Il commence sa carrière de joueur de tennis dans les rangs amateurs à la fin des années 1950. Il réalise l'une de ses premières grandes performances en accédant à la finale de la Coupe Albert-Canet au Tennis Club de Paris en décembre 1960. En demi-finale, il bat le joueur tunisien Mustapha Belkhodja, au cours d'un long combat en cinq sets de soixante-dix jeux, au score de 6-3, 19-17, 1-6, 2-6, 6-4. En finale, Barthès s'incline face à son aîné Jean-Noël Grinda en trois sets.
En 1962, il remporte début juillet au Havre l'un de ses premiers titres sur le circuit amateur et plus tard dans la saison, le 2 septembre, il gagne le Championnat Militaire sur la terre battue de Roland Garros face à Christian Duxin. En 1963, il remporte l'un de ses premiers grands titres lors de la Coupe Albert-Canet, jouée sur les courts couverts en bois du Tennis Club de Paris, face au numéro un français de la décennie 1960, le joueur Pierre Darmon au score de 11-9, 6-2, 8-6.
Durant les années suivantes, il réalise des performances de premier plan international au cours des saisons 1964-1965. Il s'impose notamment dans les importants championnats internationaux tels que ceux du Caire en 1964 face au redoutable joueur de terre battue le Hongrois Istvan Gulyas, de Caracas en 1965 face à un autre grand joueur de terre battue, le futur numéro un mondial amateur 1966, l'Espagnol Manuel Santana ainsi qu'à Istanbul en 1965 face à l'un des meilleurs joueurs au monde, le Sud-Africain Cliff Drysdale. Cependant, il s'incline en finales d'Auckland devant, le champion australien et numéro un mondial, Roy Emerson et des Internationaux de Paris, joués alors sur les courts du stade Roland Garros, face au Sud-Africain Bob Hewitt, tous les deux en 1965.
Ses titres et ses finales sur la scène internationale lui amènent l'intérêt des promoteurs du circuit professionnel dissident du circuit amateur. À la fin de l'année 1965, les grands joueurs et responsables du circuit pro, Frank Sedgman le président et Jack Kramer, sollicitent le natif de Béziers afin de rallier leur organisation professionnelle en signant un contrat de soixante mille dollars à la clef pendant trois ans.

## Professionnel sous contrat: fin 1965-fin 1970
Pierre Barthès devient officiellement professionnel en signant son contrat le 6 décembre 1965. Il commence sa carrière professionnelle à Adélaïde en Australie en janvier 1966, aux côtés des meilleurs joueurs professionnels du monde Lew Hoad, Rod Laver ou Ken Rosewall, lors de la tournée professionnelle habituelle de début d'année dans cette partie du monde. Le Biterrois créé la première surprise de l'année en s'adjugeant le match face au champion australien Rod Laver en trois sets, 2-6, 6-3, 6-4, dès son deuxième match parmi les pros.
Le 8 octobre 1967, il remporte son premier titre professionnel à Marseille au Stade Vallier en trois sets serrés contre le champion de Roland Garros 1965, l'Australien Fred Stolle.
Lors de sa carrière professionnelle, il connaît l'un de ses plus grands matchs auprès de l'Espagnol Andrés Gimeno en double du tournoi de Newport Casino en juillet 1966. L'équipe européenne bat la légendaire paire australienne, Lew Hoad et Ken Rosewall, au score de 31-30, score sous le format appelé le Van Alen Simplified Scoring System, tout en sauvant quatre balles de match au cours de cette grande partie.
En janvier 1968, David F. Dixon de la Nouvelle-Orléans, le président de la World Championship of Tennis Inc., Albert G. Hill jr. de Dallas, le vice-président, et Lamar Hunt de Dallas, secrétaire-trésorier et financier, recrutent et composent un nouveau groupe nommé les « Handsome Eight », signifiant en français « Les huit beaux gosses ». Un groupe de joueurs professionnels, nouveaux et anciens, qui sont :
- Pierre Barthès, Butch Buchholz, Cliff Drysdale, John Newcombe, Nikola Pilic, Dennis Ralston, Tony Roche et Roger Taylor.

Dixon, Hill jr et Hunt ont l'ambition de créer le plus grand événement sportif de la fin des années 1960 et de révolutionner le tennis avec un circuit exclusivement réservé à leurs huit joueurs avec trente-huit tournois sur le sol américain, en indoor sur une surface ultra-rapide en gazon synthétique, sur une période de quarante semaines. Durant les premières semaines de compétition, le Français est mécontent d'un public trop tapageur et bruyant, empêchant notamment à Roger Taylor et à lui de rester concentrés durant toute une partie. Excellent serveur, reconnu pour la qualité de sa seconde balle de service, d'une rare puissance et de précision, son jeu de fond de court ne lui permet pas d'affronter à armes égales les grands attaquants de son groupe. La surface ultra-rapide des tournois indoors WCT ne favorise pas les échanges de fond de court et l'expression du propre jeu du Français.
Le 30 mai 1968, Barthès est classé avant-dernier du groupe dans cette première partie de la saison WCT, il ne remporte que quatorze matchs pour vingt et une défaites avec un total de douze points. Toutefois, le Biterrois se qualifie plusieurs fois en demi-finale comme à Los Altos, à Bakersfield ou à Buffalo avec des victoires notables sur Roger Taylor à St. Louis, sur Cliff Drysdale à Miami ou sur John Newcombe et Butch Buchholz à Houston à la mi-février 1968. Il remporte un titre en double avec Dennis Ralston à Evansville le 21 avril 1968.
Après plusieurs annulations d'épreuves WCT en mars et avril en raison de pertes financières, Pierre Barthès joue son premier match de l'ère open le 3 mai 1968 au tournoi WCT de St. Paul-Minneapolis. Il s'incline au premier tour face au futur finaliste, l'Australien John Newcombe.
Il brille en double, remportant sept tournois dont l'US Open 1970 sur le gazon de Forest Hills à New York, auprès du Yougoslave Nikola Pilić. La paire européenne bat en finale la redoutable équipe australienne composée de Roy Emerson et Rod Laver en quatre sets : 6-3, 7-6, 4-6, 7-6.

## Professionnel indépendant: dès fin 1970
À la fin de l'année 1970 après cinq années de professionnalisme, son contrat à la WCT n'est pas renouvelé. À la suite de cette fin de contrat, il réintègre la Fédération Française de Lawn Tennis (FFLT) ainsi que l'équipe de France de Coupe Davis, acquérant le statut de joueur professionnel indépendant.
En Coupe Davis, Barthès est sélectionné une première fois en tant qu'amateur de 1964 à 1965, puis à son retour au sein de la FFLT de 1971 à 1974. Il joue uniquement dans le groupe Europe et il présente un bilan de quatorze victoires pour treize défaites. Il devient aussi le capitaine de l'équipe de France lors de la Coupe du Roi à Copenhague en décembre 1970, avec une victoire finale de la France avec Georges Goven, Jean-Baptiste Chanfreau et Wanaro N'Godrella dans cette compétition.
Pierre Barthès participe au Masters de Paris en 1971 qui réunit en fin d'année les meilleurs joueurs du monde au classement Grand Prix, classement sous l'égide de la FILT ouvert aux professionnels comme aux amateurs et aux professionnels indépendants. Le Masters est sous la forme d'un championnat de poule, il se classe 4e avec trois victoires pour trois défaites dont un forfait. Il bat Jan Kodeš, Željko Franulović et Clark Graebner. Au classement Grand Prix de fin d'année, Pierre Barthès est classé 7e en 1971.
Dans l'ère Open il remporte deux titres, non comptabilisés par l'ATP, le titre de Grenoble Pro lors de sa première édition le 7 novembre 1970 en tant que professionnel sous contrat. Il bat successivement Rod Laver en demi-finale et Andrés Gimeno en finale et deux tie-breaks. Le 21 février 1971, Barthès remporte en tant que professionnel indépendant le titre des Internationaux de France sur court couvert disputés à Lyon face au joueur autrichien Peter Pokorny,.
Son meilleur classement ATP est une 57e place mondiale en 1974 dont une place de no 1 français en 1972.

## L'après tennis
En 1972 , il est par la suite devenu professeur de tennis et a créé deux clubs de tennis, au Cap d'Agde, repris par la ville en 1994, et à Val Thorens en 1981.
De 1987 à 1992, il est la figure de proue du thé Lipton en raison des publicités diffusées à la télévision française et gagne en notoriété auprès du grand public non initié au tennis. Il est aujourd'hui vice-président d’Havas Sport.

## Face à face grands joueurs: 1963-1974

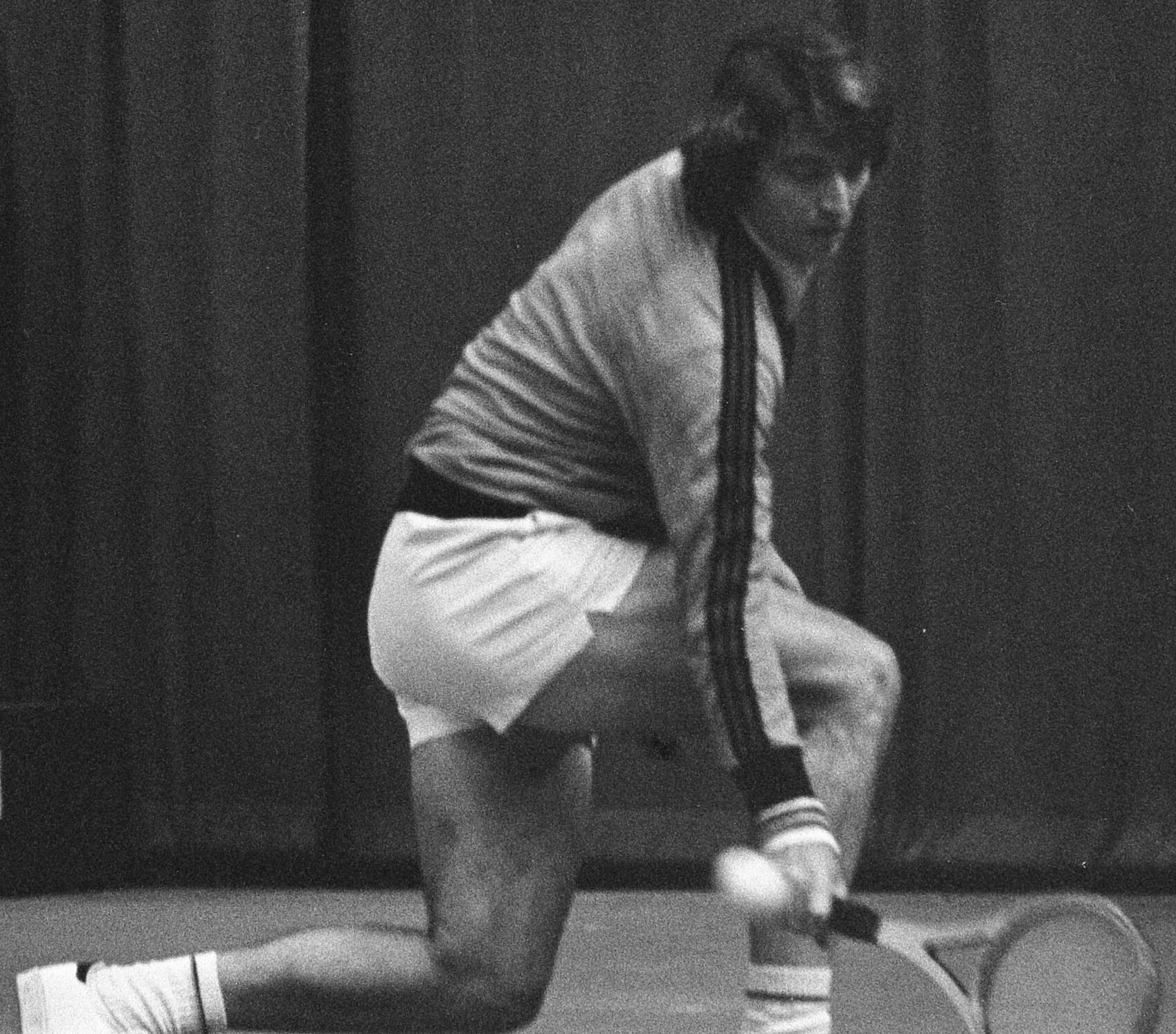
Pierre Barthès (1974).

Il a affronté durant sa carrière de nombreux joueurs d'envergure internationale, de Jaroslav Drobny à Ilie Năstase et Stan Smith en passant par Pancho Segura, Rod Laver, Ken Rosewall, John Newcombe, des anciens aux futurs grands joueurs qu'il a battus au moins une fois. Certains, comme lors des 3 victoires face à Rod Laver en 1966 et 1967 et Stan Smith en 1972 ont été classés no 1 à la fin de ces années par les spécialistes de la presse, ce qui pousse à 4 ses victoires sur un no 1 mondial (en ajoutant Ilie Năstase no 1 ATP en 1974).
Amateur :
- Düsseldorf juillet 1963, 2e tour, Barthès bat Tony Roche 7-5, 3-6, 6-2[18]
- Paris Coupe Albert-Canet décembre 1963, finale, Barthès bat Pierre Darmon 11-9, 6-2, 8-6[19]
- Deauville juillet 1964, Qf, Barthès bat Jaroslav Drobny 6-0, 6-3[20]
- Brisbane novembre 1964, match amical, Barthès bat Fred Stolle 4-6, 6-3, 6-4[21]

Professionnel sous contrat :
- Adélaïde Pro janvier 1966, Df, Barthès bat Rod Laver 2-6, 6-3, 6-4[5]
- Solihull Britain Shirt Pro Tour avril 1966, Barthès bat Lew Hoad 6-3, 6-4[22]
- Béziers Pro Tour août 1966, Barthès bat Rod Laver 6-4, 6-3
- Bruxelles International Pro avril 1967, 3e place, Barthès bat Rod Laver 4-6, 6-4, 6-3[23]
- Los Angeles International Pro mai 1967, poule, Barthès bat Ken Rosewall 8-5 (Pro set)[24]
- New York Madison Square Garden Pro juin 1967, 1er tour, Barthès bat Pancho Segura 8-6, 6-4[25]
- Marseille Pro avril 1967, 3e place, Barthès bat Fred Stolle 6-4, 3-6, 7-5
- Marseille Pro 8 octobre 1967, Df, Barthès bat Ken Rosewall 6-1, 9-7

Ère Open :
- Bristol Wills Open février 1969, Qf, Barthès bat John Newcombe 9-11, 8-6, 7-5[26]
- Los Angeles International février 1972, Qf, Barthès bat Ilie Năstase 2-6, 6-4, 6-4[27]
- Bournemouth British Hard Court mai 1972, Df, Barthès bat Stan Smith 6-4, 6-4[28]

Dont parmi les meilleurs joueurs au classement ATP : début du classement en août 1973
- Madrid 1973, Barthès bat Manuel Orantes (no 4) 6-3, 6-3
- Salisbury 1974, Barthès bat Ilie Năstase (no 1) 6-3, 0-6, 6-4
- Munich 1974, Barthès bat Tom Okker (no 3) 6-3 abandon

## Palmarès

### Titre en simple (10)
- 1962 : Le Havre, Paris Championnats Militaires (Stade Roland Garros)
- 1963 : Paris Coupe Albert-Canet
- 1964 : Le Caire Internationaux d'Egypte
- 1965 : Nouméa[29], Caracas Internationaux du Venezuela[30],[31], Istanbul Internationaux de Turquie
- 1967 : Marseille Stade Vallier Pro
- 1970 : Grenoble Palais des Sports Pro
- 1971 : Lyon Internationaux de France sur Courts Couverts

### Finales en simple (10)
- 1960 : Paris Coupe Albert-Canet
- 1965 : Auckland International Wills, Internationaux de Paris (Stade Roland Garros)
- 1966 : Adélaïde Professionnel
- 1969 : Bristol Wills Open
- 1971 : Palerme, South Orange
- 1972 : Los Angeles, Bournemouth British Hard Court, Eastbourne

### Titres en double (7)
- 1968 : WCT/ Evansville 1er Pro Tennis Classic (avec Dennis Ralston)
- 1969 : Cologne (avec Tony Roche)
- 1970 : US Open (avec Nikola Pilić)
- 1971 : Palerme (avec Georges Goven), Catane (avec François Jauffret)
- 1972 : Paris Indoor (avec François Jauffret)
- 1973 : WCT/ Vancouver (avec Roger Taylor)

### Finales en double (4)
- 1970 : Monte-Carlo (avec Nikola Pilić)
- 1971 : Paris (avec François Jauffret)
- 1974 : Rotterdam (avec Ilie Năstase), WCT/ Munich (avec Ilie Năstase)

## Parcours dans les tournois duGrand Chelem

### En simple
| Année | Open d'Australie | Open d'Australie | Internationaux de France | Internationaux de France | Wimbledon       | Wimbledon   | US Open        | US Open      |
| ----- | ---------------- | ---------------- | ------------------------ | ------------------------ | --------------- | ----------- | -------------- | ------------ |
| 1962  | —                | —                | 1er tour (1/64)          | F. Froehling             | —               | —           | —              | —            |
| 1963  | —                | —                | 3e tour (1/16)           | W. Knight                | 1er tour (1/64) | R. McKenzie | 3e tour (1/16) | R. Taylor    |
| 1964  | —                | —                | 1/8 de finale            | N. Pietrangeli           | 1/8 de finale   | A. Segal    | —              | —            |
| 1965  | 1/8 de finale    | B. Bowrey        | 1/4 de finale            | R. Emerson               | 2e tour (1/32)  | T. Koch     | 1/8 de finale  | R. Emerson   |
| 1966  | —                | —                | —                        | —                        | —               | —           | —              | —            |
| 1967  | —                | —                | —                        | —                        | —               | —           | —              | —            |
| 1968  | —                | —                | —                        | —                        | 2e tour (1/32)  | V. Korotkov | 3e tour (1/16) | T. Okker     |
| 1969  | 2e tour (1/16)   | P. Gonzales      | 2e tour (1/32)           | T. Okker                 | 2e tour (1/32)  | I. Năstase  | 3e tour (1/16) | J. Newcombe  |
| 1970  | —                | —                | —                        | —                        | 1er tour (1/64) | A. Gimeno   | 3e tour (1/16) | C. Richey    |
| 1971  | —                | —                | 1/8 de finale            | Ž. Franulović            | 3e tour (1/16)  | O. Parun    | 2e tour (1/32) | J. Kodeš     |
| 1972  | —                | —                | 1/8 de finale            | A. Metreveli             | 1/8 de finale   | C. Dibley   | —              | —            |
| 1973  | —                | —                | 2e tour (1/32)           | B. Borg                  | —               | —           | 2e tour (1/32) | B. Gottfried |
| 1974  | —                | —                | 3e tour (1/16)           | O. Parun                 | 1er tour (1/64) | S. Baranyi  | —              | —            |
| 1975  | —                | —                | 2e tour (1/32)           | R. Tanner                | —               | —           | —              | —            |
| 1976  | —                | —                | 1er tour (1/64)          | H. Kary                  | —               | —           | —              | —            |

N.B. : à droite du résultat se trouve le nom de l'ultime adversaire.

### En double
Parcours à partir de 1968.
| Année | Open d'Australie                                                                | Open d'Australie                                                              | Internationaux de France                                                            | Internationaux de France                                                          | Wimbledon                                                                      | Wimbledon                                                                 | US Open             | US Open | Open d'Australie | Open d'Australie |
| ----- | ------------------------------------------------------------------------------- | ----------------------------------------------------------------------------- | ----------------------------------------------------------------------------------- | --------------------------------------------------------------------------------- | ------------------------------------------------------------------------------ | ------------------------------------------------------------------------- | ------------------- | ------- | ---------------- | ---------------- |
| 1968  | —                                                                               | —                                                                             | —                                                                                   | —                                                                                 | 2e tour (1/16) N. Pilić \|\| style="text-align:left;" \| A. Ashe C. Pasarell   | 1/8 de finale N. Pilić \|\| style="text-align:left;" \| A. Ashe A. Gimeno | n.o.                | n.o.    |                  |                  |
| 1969  | 1er tour (1/16) Buchholz \|\| style="text-align:left;" \| M. Anderson R. Taylor | 1/8 de finale N. Pilić \|\| style="text-align:left;" \| B. Hewitt F. McMillan | 2e tour (1/16) N. Pilić \|\| style="text-align:left;" \| B. Bowrey R. Ruffels       | 2e tour (1/16) N. Pilić \|\| style="text-align:left;" \| K. Rosewall F. Stolle    | n.o.                                                                           | n.o.                                                                      |                     |         |                  |                  |
| 1970  | —                                                                               | —                                                                             | —                                                                                   | —                                                                                 | 1/8 de finale N. Pilić \|\| style="text-align:left;" \| K. Rosewall F. Stolle  | Victoire N. Pilić                                                         | R. Emerson R. Laver | n.o.    | n.o.             |                  |
| 1971  | —                                                                               | —                                                                             | 1/8 de finale Chanfreau \|\| style="text-align:left;" \| T. Gorman S. Smith         | 2e tour (1/16) Chanfreau \|\| style="text-align:left;" \| R. Emerson R. Laver     | 2e tour (1/16) G. Goven \|\| style="text-align:left;" \| B. Bowrey L. Davidson | n.o.                                                                      | n.o.                |         |                  |                  |
| 1972  | —                                                                               | —                                                                             | 2e tour (1/16) N'Godrella \|\| style="text-align:left;" \| J. Connors T. Gorman     | 1/8 de finale A. Gimeno \|\| style="text-align:left;" \| P. Cornejo J. Fillol     | —                                                                              | —                                                                         | n.o.                | n.o.    |                  |                  |
| 1973  | —                                                                               | —                                                                             | 2e tour (1/16) F. Jauffret \|\| style="text-align:left;" \| I. Molina J. Velasco    | —                                                                                 | —                                                                              | —                                                                         | —                   | n.o.    | n.o.             |                  |
| 1974  | —                                                                               | —                                                                             | 1/8 de finale F. Jauffret \|\| style="text-align:left;" \| J. Gisbert I. Năstase    | 1er tour (1/32) F. Jauffret \|\| style="text-align:left;" \| Fassbender K. Meiler | —                                                                              | —                                                                         | n.o.                | n.o.    |                  |                  |
| 1975  | —                                                                               | —                                                                             | —                                                                                   | —                                                                                 | —                                                                              | —                                                                         | —                   | —       | n.o.             | n.o.             |
| 1976  | —                                                                               | —                                                                             | 1er tour (1/32) D. Naegelen \|\| style="text-align:left;" \| S. Krulevitz S. Turner | —                                                                                 | —                                                                              | —                                                                         | —                   | n.o.    | n.o.             |                  |
| 1977  | —                                                                               | —                                                                             | 2e tour (1/16) D. Naegelen \|\| style="text-align:left;" \| Franulović N. Pilić     | —                                                                                 | —                                                                              | —                                                                         | —                   | —       | —                |                  |
| 1978  | n.o.                                                                            | n.o.                                                                          | 1er tour (1/32) D. Naegelen \|\| style="text-align:left;" \| Fassbender K. Meiler   | —                                                                                 | —                                                                              | —                                                                         | —                   | —       | —                |                  |
| 1979  | n.o.                                                                            | n.o.                                                                          | —                                                                                   | —                                                                                 | —                                                                              | —                                                                         | —                   | —       | —                | —                |
| 1980  | n.o.                                                                            | n.o.                                                                          | 1/8 de finale F. Jauffret \|\| style="text-align:left;" \| Günthardt P. Složil      | —                                                                                 | —                                                                              | —                                                                         | —                   | —       | —                |                  |

N.B. : le nom du ou de la partenaire se trouve sous le résultat ; le nom des ultimes adversaires se trouve à droite.